# 绍拉布·库马尔
绍拉布·库马尔（英語：Saurabh Kumar），印度教授、前外交官，曾任印度驻奥地利大使、印度驻愛爾蘭大使和印度驻越南大使等职务。

## 经历
1971年至1973年，於德里大學拉姆賈斯學院擔任講師。
1973年，库马尔進入印度外事服務。2000年10月至2003年8月，任印度駐越南大使。2003年至2007年，任印度駐愛爾蘭大使。2008年至2009年，任印度駐奧地利大使。